# Dmitri Fourmanov
Dmitri Andreïevitch Fourmanov (en russe : Дмитрий Андреевич Фурманов), né le 26 octobre 1891 (7 novembre dans le calendrier grégorien) à Sereda (oblast d'Ivanovo) et décédé le 15 mars 1926 à Moscou, est un écrivain russe.

## Biographie
Dmitri Fourmanov nait au sein d'une famille de paysans. Alors qu'il a cinq ans, ses parents s'installent à Ivanovo-Voznessensk, une grande cité textile, où son père ouvre un débit de boisson. Après l'école communale, il entre à douze ans dans une école de commerce qui le mène à l'école des métiers de Kinechma. En 1912 il intègre la Faculté de droit de Moscou, mais passionné par la littérature il décide de s'inscrire à la Faculté des lettres d'où il sortira en 1915 sans avoir passé ses examens. Alors que la Première Guerre mondiale a éclaté, il est mobilisé et part pour le front comme infirmier. De retour à Ivanovo-Voznessensk en 1916, il participe avec enthousiasme à la révolution de Février 1917. Il devient l'adjoint du président du Soviet des députés ouvriers d'Ivanovo, se lie d'amitié avec le révolutionnaire Mikhaïl Frounze et adhère au Parti bolchevik. Il écrit alors: "Je me sens revivre. J'ai tout rejeté. Il ne me reste qu'une soif immense de consacrer toutes mes forces au service de la Révolution. Que de fermeté, que d'allégresse je sens monter en moi. J'ai l'impression d'être né une seconde fois."
En 1919 Fourmanov part pour le front de la guerre civile russe comme commissaire bolchevik dans le détachement Frounze. De cette expérience il tirera son roman le plus célèbre Tchapaïev, consacré à Vassili Tchapaïev, un officier de l'Armée rouge et un héros de la guerre civile.
Nommé chef de la Direction politique du front du Turkestan, puis chef du Service politique de l'armée du Kouban, Fourmanov par combattre ensuite en Géorgie et sur le Don, puis s'installe à Moscou en 1921. C'est là qu'il se met à rédiger tous ses romans consacrés à la guerre civile.
Il meurt des complications de la grippe et d'une méningite à l'âge de 35 ans.
En 1941, Sereda, sa ville natale, fut renommée Fourmanov en son honneur.
Dmitri Fourmanov est enterré au cimetière de Novodevitchi, à Moscou.